# Listă de compozitori de muzică cultă: X

## Xe
- Iannis Xenakis (1922 - 2001)

## Xi
- Xian Xinghai (1905 - 1945)